# Mimosa casta
Mimosa casta är en ärtväxtart som beskrevs av Carl von Linné. Mimosa casta ingår i släktet mimosor, och familjen ärtväxter. Inga underarter finns listade i Catalogue of Life.